# Lenore Aubert
Lenore Aubert (născută Eleanore Maria Leisner, n. 18 aprilie 1918, Celje, Comuna urbană Celje, Slovenia – d. 31 iulie 1993, Great Neck⁠(d), New York, SUA ) a fost o actriță de la Hollywood și un fotomodel de origine slovenă. Este cel mai bine cunoscută pentru rolurile sale de film ca femei exotice, misterioase.

## Anii timpurii
Aubert s-a născut în Celje, Slovenia, în acea vreme parte a Imperiului Austro-Ungar. Ea a crescut la Viena. 

## Carieră
În New York, ea a găsit un loc de muncă ca fotomodel și, în cele din urmă, i s-a oferit un rol de scenă ca Lorraine Sheldon în piesa de teatru The Man Who Came to Dinner în teatrul La Jolla Playhouse din San Diego. Și-a început cariera cinematografică americană la începutul anilor 1940, luând un nume de ecran în limba franceză, Lenore Aubert. 
Ea a fost urmărită profesional de Louis B. Mayer care avea de gând să-i ofere un contract de șapte ani pentru Metro Goldwyn Mayer, însă Samuel Goldwyn, cu care era deja sub contract, a refuzat să-i vândă contractul către MGM. Accentul ei european i-a limitat distribuirea de roluri și a jucat astfel roluri de spion nazist sau de mireasă de război din Franța. Cel mai iubit rol al ei a fost în filmul din 1947, I Wonder Who's Kissing Now, unde a interpretat-o pe Fritzi Barrington. Cel mai bine-cunoscut rol a fost ca Dr. Sandra Mornay, o cercetătoare  minunată, dar sinistră, în filmul de comedie de groază din 1948 Abbott și Costello contra Frankenstein regizat de Charles Barton. 

## Ultimii ani
Cariera cinematografică a lui Aubert s-a sfârșit practic la sfârșitul anilor 1940. Ea și soțul ei s-au mutat apoi în New York, unde au dezvoltat o afacere cu articole de îmbrăcăminte. Câțiva ani mai târziu, cei doi au divorțat. Ea s-a întors în Europa, doar pentru a reveni în Statele Unite în 1959. 
A lucrat voluntar pentru Departamentul Activități și Locuințe a Națiunilor Unite și la Muzeul de Istorie Naturală. În 1983, a suferit un accident vascular cerebral, care i-a afectat în cele din urmă memoria. 
O mare parte din viata lui Aubert după cariera sa în film este cunoscută dintr-un interviu personal din august 1987 luat de Jim McPherson (1938-2002) pentru cotidianul Toronto Sun.

## Viață personală
Aubert a fost căsătorită cu Julius Altman, care era evreu, iar cuplul a fugit din Austria după Anschluss pentru a scăpa de persecuția nazistă. Ei s-au mutat în Statele Unite după ce au petrecut o perioadă în Paris.
S-a întors în Statele Unite ca soția milionarului Milton Greene. Au divorțat în 1974. 

## Moarte
Lenore Aubert a murit la 31 iulie 1993, la 80 de ani, în Great Neck, Long Island, New York, Statele Unite.

## Filmografie
| An   | Titlu                                              | Rol                             | Note                                    |
| ---- | -------------------------------------------------- | ------------------------------- | --------------------------------------- |
| 1938 | Bluebeard's Eighth Wife                            | Party Guest                     | nemenționat                             |
| 1943 | They Got Me Covered                                | Mrs. Vanescu                    |                                         |
| 1944 | Passport to Destiny                                | Grete Neumann                   |                                         |
| 1944 | Action in Arabia                                   | Mounirah al-Rashid              |                                         |
| 1945 | Having Wonderful Crime                             | Gilda Mayfair                   |                                         |
| 1946 | The Catman of Paris                                | Marie Audet                     |                                         |
| 1946 | The Wife of Monte Cristo                           | Countess of Monte Cristo Haydée |                                         |
| 1947 | The Other Love                                     | Yvonne Dupré                    |                                         |
| 1947 | I Wonder Who's Kissing Her Now                     | Fritzi Barrington               |                                         |
| 1947 | The Prairie                                        | Ellen Wade                      |                                         |
| 1948 | The Return of the Whistler                         | Alice Dupres Barkley            |                                         |
| 1948 | Abbott and Costello Meet Frankenstein              | Sandra Mornay                   |                                         |
| 1949 | Barbary Pirate                                     | Zoltah                          |                                         |
| 1949 | Abbott and Costello Meet the Killer, Boris Karloff | Angela Gordon                   |                                         |
| 1949 | The Silver Theatre                                 |                                 | Episodul: "The Farewell Supper"         |
| 1949 | Suspense                                           |                                 | Episodul: "The Thin Edge of Violence"   |
| 1950 | Actor's Studio                                     |                                 | 2 episoade                              |
| 1950 | Famous Jury Trials                                 |                                 | Episodul: "The People vs. William Tait" |
| 1951 | Falschmunzer am Werk                               | Madame Winter                   |                                         |
| 1952 | Une fille sur la route                             | Princesse Véra                  | (ultimul rol de film)                   |

## Vezi și
- Listă de actori sloveni